# Pavlova Huť (přírodní rezervace)
Přírodní rezervace Pavlova Huť se rozkládá podél Sklářského potoka na katastrálním území Pavlův Studenec 1 obce Lesná v okrese Tachov, západně od zaniklé stejnojmenné vesnice na česko-německé státní hranici. Rezervace, která se nachází na území Chráněné krajinné oblasti Český les, je zároveň chráněná jako evropsky význámná lokalita.

## Předmět ochrany
Předmětem ochrany jsou zachovalé ukázky podmáčených rašeliníkových smrčin Českého lesa.